# Аргаяський національний округ
Аргаяський національний округ, Аргаяський НО (башк. Арғаяш милли округы, Arƣajaş milli okrugь, рос. Аргаяшский национальный округ) — башкирський національний округ у складі Челябінської області РРФСР, що існував 17 січня — 17 листопада 1934 року.
Адміністративний центр — село Аргаяш.

## Історія

Аргаяський кантон на карті Башкурдистану

Башкирське самоврядування у регіоні було організоване восени 1917 року М.-Г. Курбангалієвим. Зауральська Башкирія, що увійшла за рішенням Башкирської центральної ради 15 листопада 1917 до складу Аргаяського кантону Малої Башкирії, до 17 січня 1934 функціонувала як адміністративно-територіальна одиниця Башкирської АРСР. Аргаяський кантон, що знаходився як анклав всередині величезної Уральської області.
17 січня 1934 ВЦВК ухвалив розділити Уральську область на три області — Свердловську з центром у місті Свердловську (нині Єкатеринбург), Челябінську область з центром у м Челябінську і Обсько-Іртишську область з центром у м Тюмені. Межею між Свердловською і Челябінською областями вважати райони: Нязе-Петровський, Уфалейський, Кам'янський, Троїцький, Камишловський, Талицький, Тугулимський, Ялуторовський, Омутинський, Аромашевський і Вікуловський зі включенням їх до складу Челябінської області. До Челябінської області віднести, крім того, всі інші південні райони колишньої Уральської області, в тому числі Аргаяський кантон Башкирської АРСР, перетворивши його в національний округ Челябінської області.
Округ було утворено із заселених переважно башкирами Аргаяського і Кунашацького районів Башкирської АРСР, переданих до складу новоствореної Челябінської області. Постановою Президії ВЦВК від 17 листопада 1934 Аргаяський національний округ було ліквідовано.

## Ресурси Інтернету
- Аргаяшскому району Челябинской области — 75 лет[недоступне посилання з лютого 2019]
- Национальная пресса Южного Урала [Архівовано 16 березня 2007 у Wayback Machine.]